# Porhydrus vicinus
Porhydrus vicinus är en skalbaggsart som först beskrevs av Aubé 1838.  Porhydrus vicinus ingår i släktet Porhydrus och familjen dykare. Inga underarter finns listade i Catalogue of Life.